# Phaeangella ulicis
Phaeangella ulicis är en svampart som först beskrevs av Mordecai Cubitt Cooke, och fick sitt nu gällande namn av Sacc. & D. Sacc. 1895. Phaeangella ulicis ingår i släktet Phaeangella och familjen Sclerotiniaceae.   Inga underarter finns listade i Catalogue of Life.